# Poeta vate

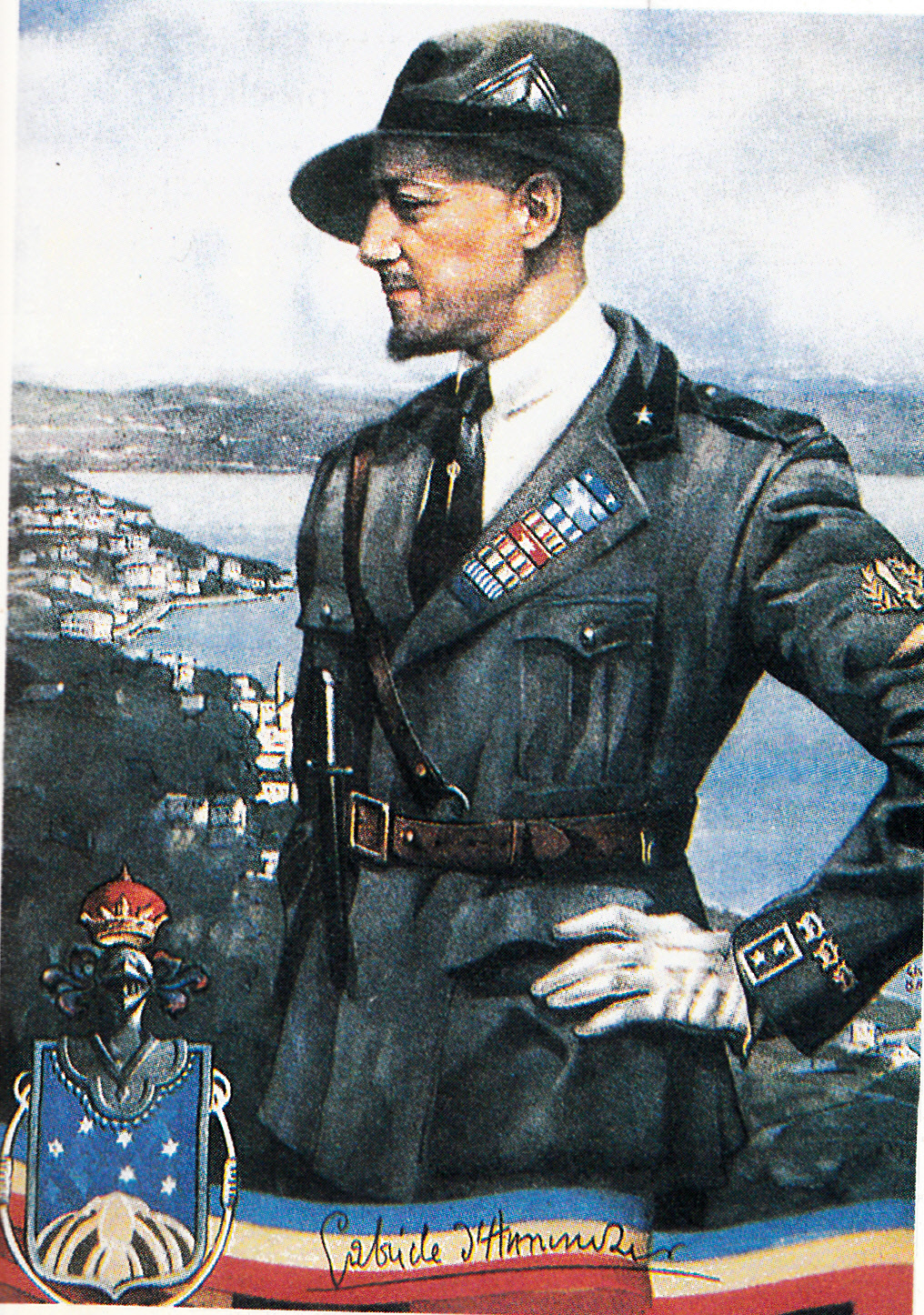
Ritratto di Gabriele D'Annunzio del 1938.

Il poeta vate, o soltanto vate (dal latino vates, «indovino», «profeta» o «veggente»), è un titolo attribuito a un poeta animato da spirito profetico, dotato di un'aura sacra per il tono elevato delle sue opere e l'ispirazione civile dei suoi testi poetici.  Vengono così definiti gli autori che cercano di interpretare e guidare i sentimenti delle masse della loro epoca.

## Storia del termine
Tale appellativo fu attribuito per la prima volta ad autori latini, impegnati nella ricerca dei valori perduti dell'antica romanità, venuti a mancare durante il periodo di grande corruzione in cui versò Roma dall'età di Cesare in poi. La funzione di poeta-vates, attribuita ad esempio a Lucrezio o ad Orazio, è quella, secondo la concezione latina, di un poeta divinamente ispirato e quasi profetico, in grado di proporsi come guida della comunità, impegnato attivamente per il ripristino di valori morali, ma anche filosofici come nel caso dello stesso Lucrezio, scomparsi o, a volte, considerati in alcuni casi nefasti, come la stessa dottrina epicurea.
Una ripresa significativa di tale fenomeno si ebbe alla fine del Romanticismo, quando con il risorgere della poesia e del sentimentalismo poetico, in contrapposizione al periodo precedente del Neoclassicismo, in cui i sentimenti erano oscurati dal rigore e dall'ordine conferito dalla precisione dello studio e della ragione, i poeti cominciarono a sentire la necessità di aprirsi e rendersi interpreti del mondo, verso tutti coloro che avrebbero voluto apprezzarne i valori nascosti. 
Poeti guida si sono riscoperti autori del romanticismo tedesco, dello Sturm und Drang come Goethe, o anche contemporanei italiani dello stesso periodo come Foscolo, portatori dei nuovi ideali del Risorgimento. Foscolo, infatti, come ogni poeta vate si abbandonava completamente alle passioni e agli istinti. Anche Giosue Carducci ha ricevuto l'appellativo di poeta "vate". Gabriele D'Annunzio si faceva, inoltre, chiamare allo stesso modo per le sue poesie con versi ricchi di musicalità e sentimento e per il suo grande culto della parola.

## Attribuzioni
Nella storia della letteratura italiana, il titolo di vate è stato associato a:
- Dante Alighieri, il Sommo Vate per antonomasia;[5]
- Ugo Foscolo, durante il Risorgimento, quale vate della Patria italiana e della sua libertà;[2]
- Vittorio Alfieri, in maniera analoga a Foscolo;[6]
- Giosuè Carducci;[7]
- Giovanni Pascoli, specialmente dopo il discorso "La grande proletaria si è mossa";[8]
- Gabriele D'Annunzio.[4]